# Actenoides concretus
El alción malayo (Actenoides concretus) es una especie de ave coraciforme de la familia Halcyonidae que vive en el sudeste asiático.

## Distribución
Se encuentra en las selvas de la península malaya y las islas de Sumatra y Borneo, distribuido por Malasia, el sur de Tailandia y Birmania, el oeste de Indonesia, Singapur y Brunéi.